# Inga rubiginosa
Inga rubiginosa är en ärtväxtart som först beskrevs av Louis Claude Marie Richard, och fick sitt nu gällande namn av Dc. Inga rubiginosa ingår i släktet Inga och familjen ärtväxter. Inga underarter finns listade i Catalogue of Life.